# هيلين جيروم
هيلين جيروم (بالإنجليزية: Helen Jerome)‏ هي كاتبة مسرحية وكاتِبة أسترالية، ولدت في 10 مايو 1883 في لندن في المملكة المتحدة، وتوفيت في 1958.

## وصلات خارجية
- هيلين جيروم على موقع IMDb (الإنجليزية)
- هيلين جيروم على موقع قاعدة بيانات برودواي على الإنترنت (الإنجليزية)